# Loudwire
Loudwire er et amerikansk online magasin der dækker hard rock og heavy metal musik. Det ejes af medie- og underholdningsvirksomheden Townsquare Media. Siden lanceringen i august 2011, har Loudwire sikret eksklusive interviews med flere højt profilerede kunstnere som Slipknot, Ozzy Osbourne, Metallica, Judas Priest, Guns N' Roses, Megadeth, Kiss, Motley Crüe, Suicidal Tendencies og mange andre. Loudwire har også udelukkende premiere på nyt materiale fra Judas Priest, Anthrax, Jane's Addiction, Stone Sour, Phil Anselmo og mange flere af rock og metal's største kunstnere.
Loudwire Nights er Townsquare's nationalt syndikerede radioprogram, der udsendes på sine rockstationer over hele USA, vært er Toni Gonzalez.

## Indhold
Ud over interviews og anmeldelser af aktuelle albums beskæftiger magasinet sig stærkt med musikhistorien. Ranglister over album og sange fra forskellige kunstnere offentliggøres, og anmeldelser af de mest succesrige og banebrydende album offentliggøres. Derudover har de programmer med musikere i Wikipedia: Fakta eller fiktion? konfronteret med udsagn fra deres Wikipedia-artikler med anmodningen om at bekræfte eller rette udsagnene. Siden 2011 har magasinet præsenteret Loudwire Music Awards, hvor bladets læsere kan stemme på vinderne. Afstemningen i 2014 modtog over to millioner stemmer. Magasinet finansieres udelukkende gennem reklame. Chefredaktøren er Spencer Kaufman.